# Sumo
Sumo hvis kanji (相撲) der både kan læses som sumai og sumō, er i dag en japansk kampsport mellem to brydere eller rikishi.

## Historie
Sumai og sumō har begge kanji 相撲. Når kanji læses som sumai indikerer kanji, at der refereres til forløberen for den moderne sport sumō. Oprindeligt blev sumai skrevet som 描カ, hvilket var kampbrydning, hvor modstanderen kunne blive dræbt, dette var ikke sport. Under Naraperioden (646-794) og Heianperioden (794-1185) foregik både sumai og sumō. Senere under den fredsfyldte Tokugawaperiode (1603-1868) blev sumō som moderne sport populært, således som sporten kendes i dag. Sporten har bibeholdt de japanske traditioner i form af ritualer og ceremonier fra Tokugawaperioden.

## Den moderne sumokonkurrence
En sumokamp varer ofte bare få sekunder. Taberen er den som først presses ud af ringen, eller rører bakken indenfor ringen med en anden kropsdel end fodsålen.
Bryderne konkurrerer på en cirkulær arena ca. 4,55 meter i diameter.
Det er ikke tilladt at sparke, slå eller trampe på konkurrenten.

## Rangering
Rangering i sumo er udelukkende baseret på vindersucces, hvilket også influerer på bryderens påklædning og hvordan han vil blive behandlet. Der eksisterer flere divisioner i rangeringhierakiet, hvor den højeste rang er yokozuna som kan oversættes til stormester.

## Moderne levevis
De professionelle sumobrydere lever i specielle bygninger, beya’er, der er bygget kun med det eneste formål at have sumobrydere til at bo, træne, spise m.v.. I disse bygninger er der yderst strenge regler, som især er gældende for sumobrydere af lav rang.